# Tunuyán (kommunhuvudort i Argentina)
Tunuyán är en kommunhuvudort i Argentina.   Den ligger i provinsen Mendoza, i den centrala delen av landet, 1 000 km väster om huvudstaden Buenos Aires. Tunuyán ligger 883 meter över havet och antalet invånare är 49 132.
Terrängen runt Tunuyán är huvudsakligen platt. Tunuyán ligger nere i en dal som går i nord-sydlig riktning. Det finns inga andra samhällen i närheten.
Omgivningarna runt Tunuyán är i huvudsak ett öppet busklandskap. Runt Tunuyán är det mycket glesbefolkat, med 2 invånare per kvadratkilometer.